# Миду (Китай)
Миду́ (кит. упр. 弥渡, пиньинь Mídù) — уезд Дали-Байского автономного округа провинции Юньнань (КНР).

## История
Уезд был образован в 1912 году.
После вхождения провинции Юньнань в состав КНР в 1950 году был образован Специальный район Дали (大理专区), и уезд вошёл в его состав.
Постановлением Госсовета КНР от 16 ноября 1956 года Специальный район Дали был преобразован в Дали-Байский автономный округ.
В сентябре 1960 года уезды Миду и Биньчуань были присоединены к уезду Сянъюнь, но в марте 1962 года они были воссозданы.

## Административное деление
Уезд делится на 6 посёлков, 1 волость  и 1 национальную волость.